# Selaginella acanthonota
Selaginella acanthonota är en mosslummerväxtart som beskrevs av Underw.. Selaginella acanthonota ingår i släktet mosslumrar, och familjen mosslummerväxter. Inga underarter finns listade i Catalogue of Life.